# Eremomastax speciosa
Eremomastax es un género monotípico de plantas con flores perteneciente a la familia Acanthaceae. Su única especie: Eremomastax speciosa (Hochst.) Cufod., es originaria de África.

## Descripción
Es una hierba perennifolia que alcanza hasta 3 m de altura

## Distribución y hábitat
Se encuentra en los sitios húmedos en la zona de bosque, y hasta en elevaciones montañosas, en el oeste tropical de África desde Guinea a Camerún y en Ghana.

## Propiedades
Las hojas se utilizan para lavarse. En Ghana la savia se exprime en los oídos después del baño para aliviar los síntomas por la entrada de agua en ellos. Las hojas frescas se coloca como cataplasma en Sierra Leona para curar el dolor en los pies, y específicamente para un picor peculiar conocido como danginye que ocurre en el empeine. La raíz en la sopa es la medicina de la mujer en el sur de Nigeria durante el embarazo y para los dolores del mismo. La planta sin hojas se reduce a cenizas en Guinea para producir una sal de cocina.

## Taxonomía
Eremomastax speciosa fue descrita por (Hochst.) Cufod. y publicado en Bulletin du Jardin Botanique de l'État à Bruxelles 34, Suppl.: 931. 1964.
Sinonimia
- Eremomastax crossandriflora Lindau
- Eremomastax polysperma (Benth.) Dandy
- Paulo-wilhelmia glabra Lindau
- Paulo-wilhelmia polysperma Benth.
- Paulo-wilhelmia pubescens Lindau
- Paulo-wilhelmia sclerochiton (S.Moore) Lindau
- Paulo-wilhelmia speciosa Hochst.
- Paulo-wilhelmia togoensis Lindau
- Ruellia sclerochiton S. Moore
- Clerodendrum eupatorioides Baker (1900)[2]